# Fredric Westin

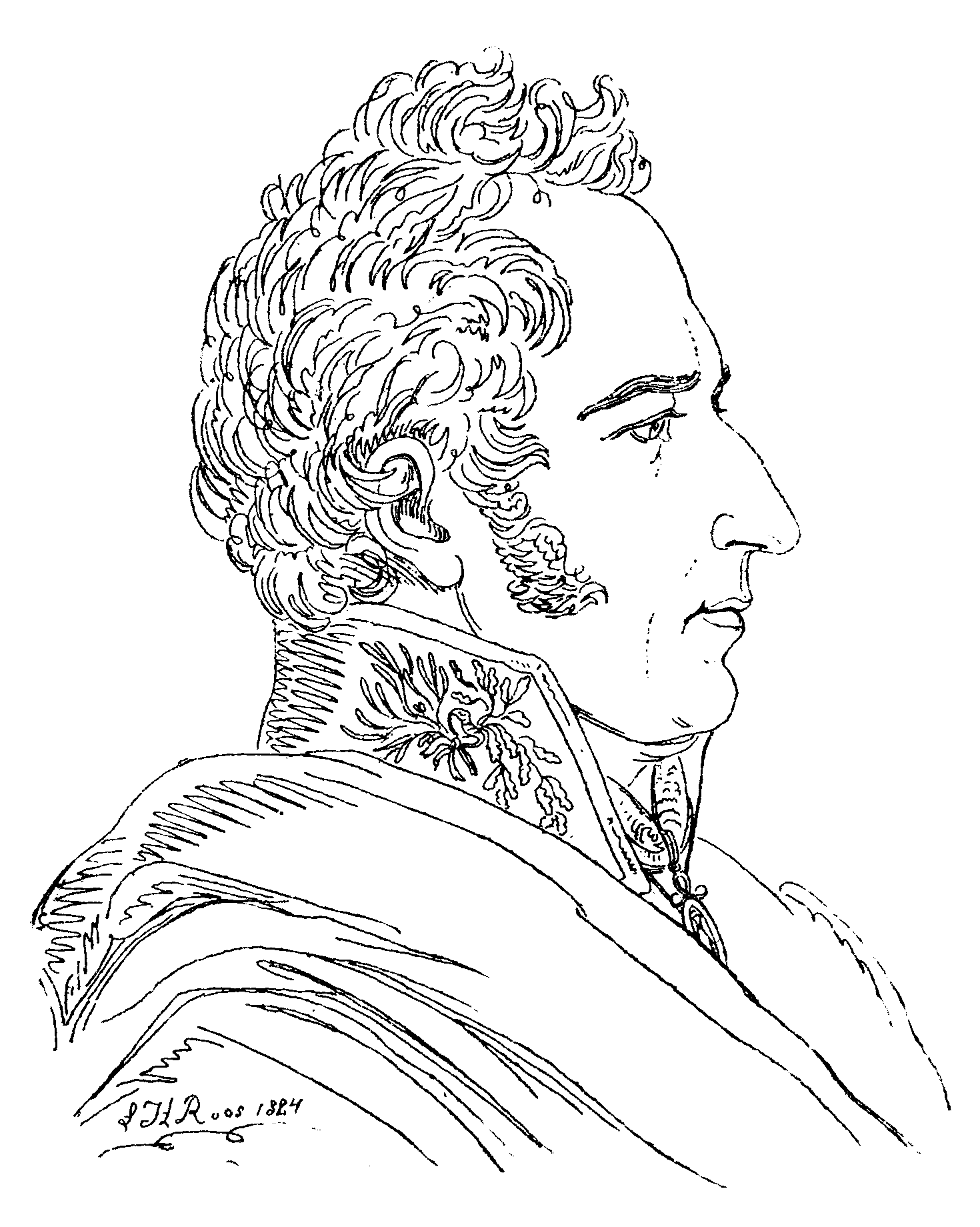
Fredric Westin, gezeichnet von Leonard Roos af Hjälmsäter, 1824

Fredric Westin (* 22. September 1782 in Stockholm; † 13. Mai 1862 ebenda) war ein schwedischer Geschichts- und Porträtmaler.

## Leben

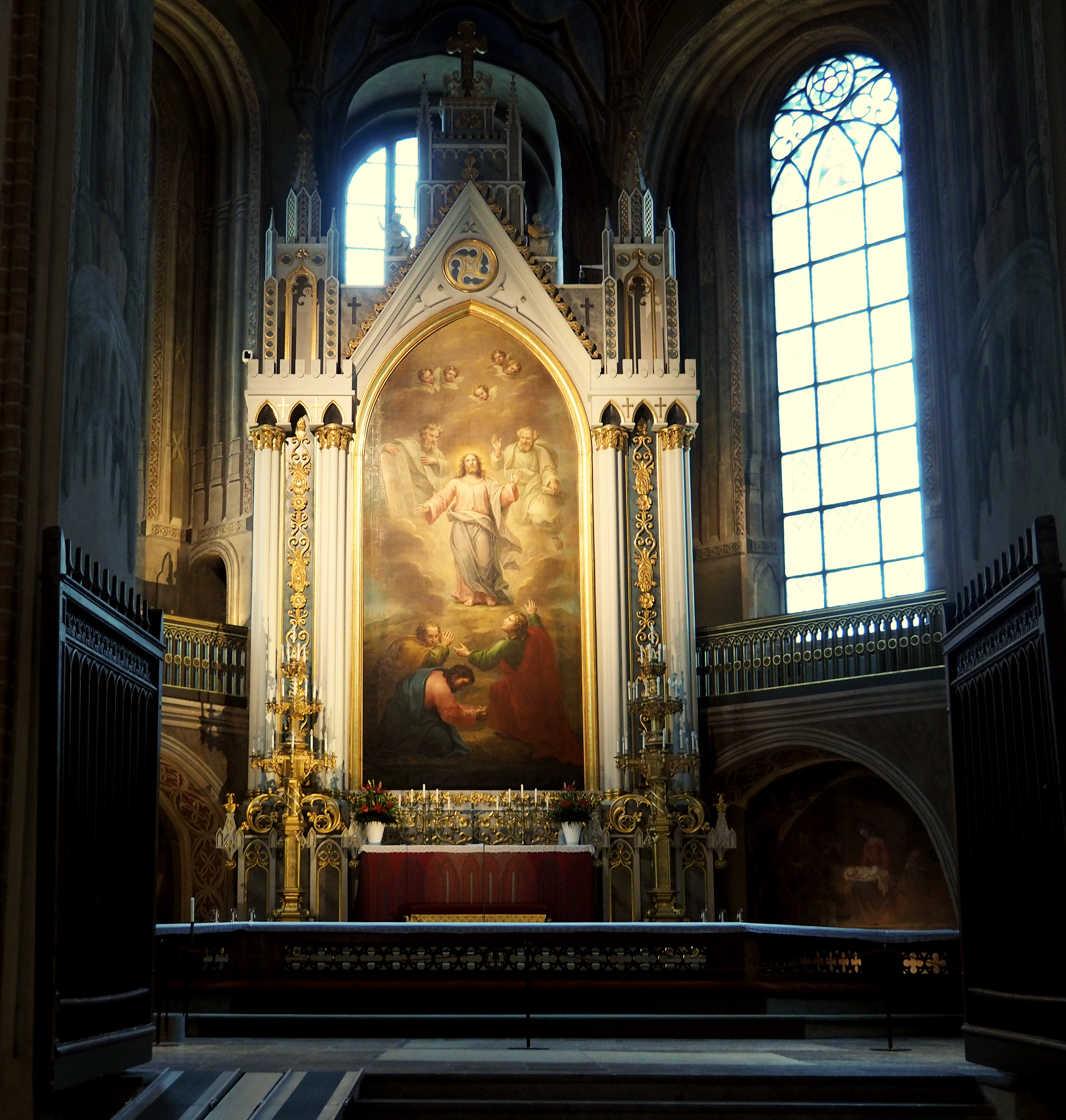
Altargemälde von Fredric Westin im Dom zu Turku(1836)

Westin war Schüler bei Lorenz Pasch dem Jüngeren und Louis Masreliez an der Kungliga Konsthögskolan seiner Heimatstadt. Nachdem er 1808 zum Fürsprecher (Agré) der Lehreinrichtung ernannt wurde, wählte man ihn 1812 in das leitende Gremium der Akademie. 1815 wurde außerordentlicher und 1816 ordentlicher Professor an der Kunstakademie, die er von 1828 bis 1840 leitete. 1843 erfolgte die Ernennung zum Hofintendanten.
Zu Westins zeitigen und wichtigsten Werken zählen vier Gemälde zum Thema Stunden des Tages, die das Schlafgemach des Schlosses Rosersberg schmücken. Sie entstanden zwischen 1812 und 1813 und stellen Aurora die Blumen über die Erde streut, Apollo mit seinem Viergespann, Diana gefolgt von der Abendröte sowie Die Nacht mit ihrem sternenbestreuten Tuch dar. Auf Schloss Säfstaholm befindet sich Die Jahreszeiten präsentiert von den Göttinen der Erde (1843) und auf Schloss Rosendal Hebe mit dem Adler (1832) sowie Flora die Büste Linnés schmückend (1843). In der Universität Stockholm ist Die Musik, dargestellt durch eine Gruppe junger Mädchen zu sehen. Westin malte auch Kompositionen zur schwedischen Geschichte wie, Die Taufe von Olof Skötkonung und Annahme der Lehre Luthers.
Im Auftrag von König Karl XIV. Johann schuf Westin eine Vielzahl von Porträts. Als Porträtmaler war er jedoch umstritten. So beklagte der Journalist Gustaf Abraham Silverstolpe 1809, dass ein Künstler, der solche Fertigkeiten besaß, sich mit solch einfacher Kunst befasste, und er hoffte, dass Westin von der platten wirklichen Welt zur poetischen zurückfinden werde. Der Kunsthistoriker Lorenzo Hammarsköld sagte 1818, dass Westin von allen schwedischen Malern die geringste Anlage zum Porträtmalen habe und Scholander nannte seine Porträts Wachsmännchen. Andere Künstler priesen dagegen die Porträts mit Lobworten. So bezeichnete der Architekt Jacob Wilhelm Gerss diese Gemälde als behaglich, einfach in Kleidung und Stellung mit natürlichen Formen und Sicherheit sowie Wahrheit in der Ausführung. Ture Gustaf Wennberg bezeichnete Westin als würdigen Pflegesohn des einzigartigen schwedischen Zeichners Lorenz Pasch.
Nachdem die Altartafel von Johan Gustaf Sandberg für die Jakobskirche in Stockholm abgelehnt worden war, erhielt Westin den Auftrag eine Altartafel zu schaffen. Das Gemälde Verklärung des Herrn war 1828 fertiggestellt und wurde sowohl gepriesen als auch kritisiert. Weitere Altartafeln von Westin befinden sich in der Ulrika-Eleonora-Kirche in Stockholm (Christi Auferstehung, 1825), dem Dom von Turku (Verklärung des Herrn, 1836), der Kirche von Uddevalla (Christus segnet die Kinder) und in der Carl-Gustaf-Kirche in Lund (Begräbnis Christi, 1832).

## Weitere Werke (Auswahl)

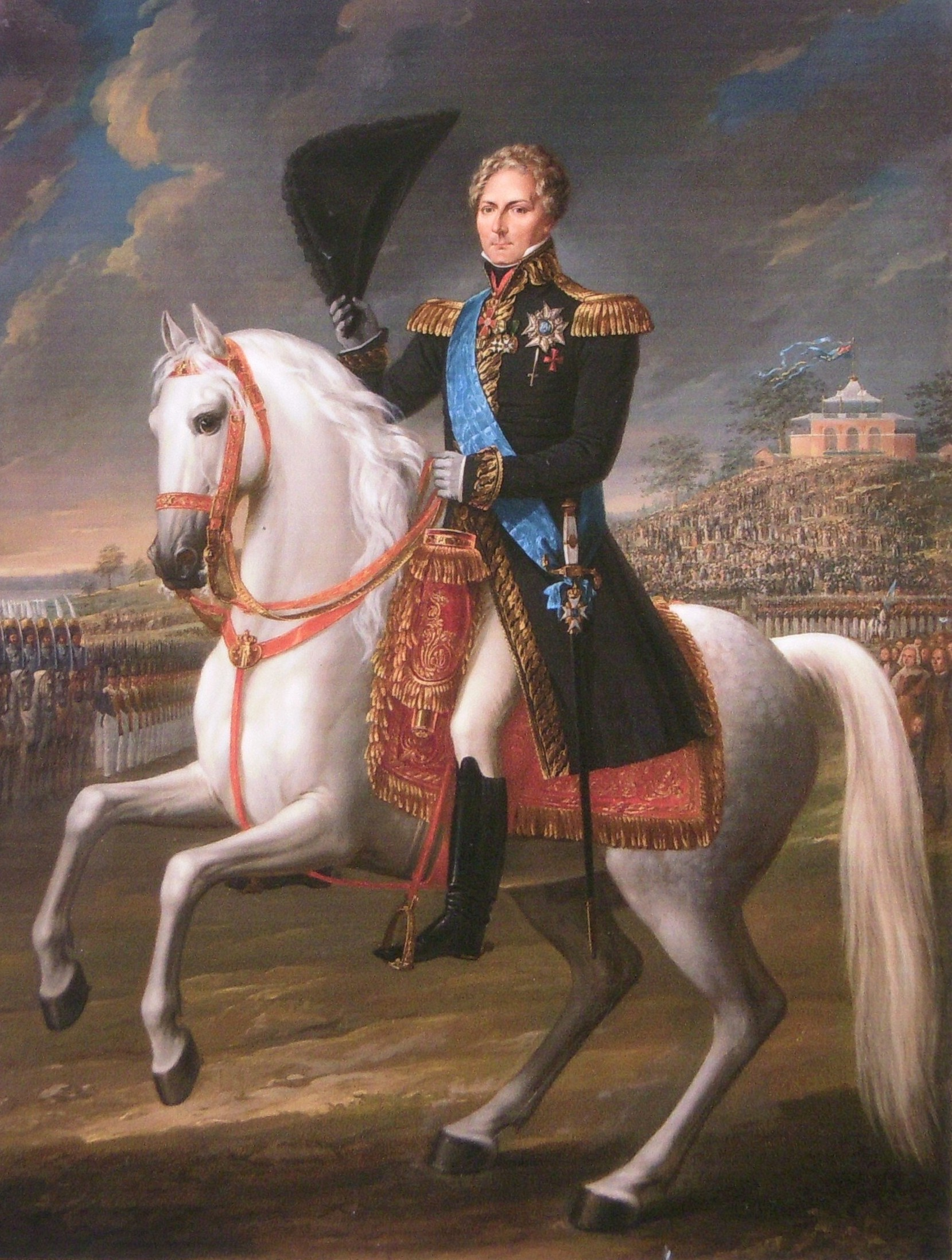
Karl XIV. Johann, Gemälde von Fredric Westin, 1838

- Amor, einen Pfeil verschießend, 1807, Schwedisches Nationalmuseum
- Oberst Fredrik Blom, 1809, Stockholmer Kunstakademie
- Priester Anders Borg, 1811, Jakobskirche Stockholm
- Bischof Johan Olof Wallin, 1824, Nikolaikirche Stockholm
- Kronprinzessin Joséphine, 1826, Schloss Gripsholm
- Priester Johan Jacob Hedrén, 1830, Jakobskirche Stockholm
- Karl XIV. Johann, 1832, Schloss Rosendal
- Bischof Franz Michael Franzén, 1834, Nikolaikirche Stockholm
- Altartafel der Kirche in Karlshamn, 1830er Jahre
- Die Kinder von Oskar I. im Schlosspark Drottningholm, 1837, Stockholmer Schloss
- Die Krönung von Königin Desideria, 1856, Schloss Gripsholm
- Jesus in Getsemani. 1859, Kirche Klockrike, Östergötland